# Klytia (Tochter des Okeanos)
Klytia, auch Klytie (altgriechisch Κλυτία Klytía, lateinisch Clytia) ist in der griechischen Mythologie eine der 3000 Töchter des Okeanos und seiner Schwester Tethys.
Nach Hyginus war sie mit Menestus verheiratet. Möglicherweise ist sie identisch mit der gleichnamigen Geliebten des Helios.